# Учительские институты Российской империи
Учительские институты Российской империи — средние специальные учебные заведения в системе подготовки учителей городских школ Российской империи.
Учительские институты стали учреждаться со времени издания положения о городских училищах 1872 года, с целью приготовления учителей для этих училищ. Однако до этого, в 1819—1823 годах, под наименованием Учительский институт действовало учебное заведение в ведомстве Санкт-Петербургского университета, для подготовки помощников учителей народных училищ.
Готовить преподавателей для создававшихся по положению от 31 мая 1872 года городских училищ были призваны новые типы учительских институтов. Это были закрытые заведения, состоявшие в ведении попечителей учебных округов и в ближайшем заведовании директоров, избиравшихся попечителем из числа лиц, окончивших курс в высших учебных заведениях. При каждом учительском институте состояло одно или двухклассное городское училище для практических упражнений в преподавании. Управление институтом осуществлялось педагогическим советом, состоявшим, под председательством директора, из всех преподавателей института, а также учителей городского училища, состоявшего при институте.
Курс обучения составлял три года (в Тифлисском и Виленском еврейском — 4 года). Штатное число воспитанников учительских институтов — 75; из них 60 находились на полном содержании от министерства, остальные 15 мест предоставлялись стипендиатам других ведомств и различных обществ. Директора учительских  институтов имели все права, предоставлявшиеся директорам гимназий. В институты принимались молодые люди всех званий и состояний, не моложе 16 лет. Выпускники получали аттестаты на звание учителя городского училища и были обязаны прослужить не менее шести лет в должности учителя городского училища по назначению учебного начальства. Дисциплины, преподававшиеся в учительских институтах: Закон Божий, педагогика, русский и церковно-славянский языки, арифметика, алгебра, геометрия, история, география, естественная история и физика, черчение и рисование, чистописание, пение и гимнастика; в 1896 году дополнительно было введено обязательное обучение ручному труду.
К 1 января 1878 года действовало 7 обычных учительских институтов (330 учащихся) и два еврейских (269 учащихся): Петербургский учительский институт и Московский учительский институт (с 1872), Феодосийский учительский институт и Глуховский учительский институт (с 1874), Казанский учительский институт и Белгородский учительский институт (1876), Екатерининский учительский институт в Тамбове, Виленский учительский институт (с 1875); также еврейские: Виленский еврейский (с 1873), Житомирский учительский институт; в 1878—1879 был открыт ещё один — Оренбургский учительский институт. На 1 января 1899 года в 9 учительских институтах было 1525 учащихся и 168 преподавателей.
После революции 1905—1907 годов учительские институты стали открытыми учебными заведениями, принимавшими лиц мужского пола всех званий и состояний. Число учащихся значительно увеличилось, среди них были народные учителя, окончившие учительские семинарии, выпускники городских (с 1912 — высших начальных) училищ.